# Беллье, Катерина
Катерина-Генриетта Беллье, баронесса Бове (прозвище Cateau-la-Borgnesse) — французская придворная дама, первая любовница короля Людовика XIV.

## Биография
Катерина была дочерью Мартина Беллье. Выйдя замуж, она стала фрейлиной Анны Австрийской. Её описывают как умную, склонную к интригам надёжную компаньонку вдовствующей королевы, однако также передают, что она была безобразна. Однако при этом имела несколько интрижек, включая связь с епископом Санса.
Вдовствующая королева поручила Беллье соблазнить четырнадцатилетнего Людовика, чтобы он лишился невинности и получил сексуальное образование. В 1652 году ей это удалось. Их интимные отношения продлились два года, после чего Катерина получила в награду собственность и пенсию.

## Наследие

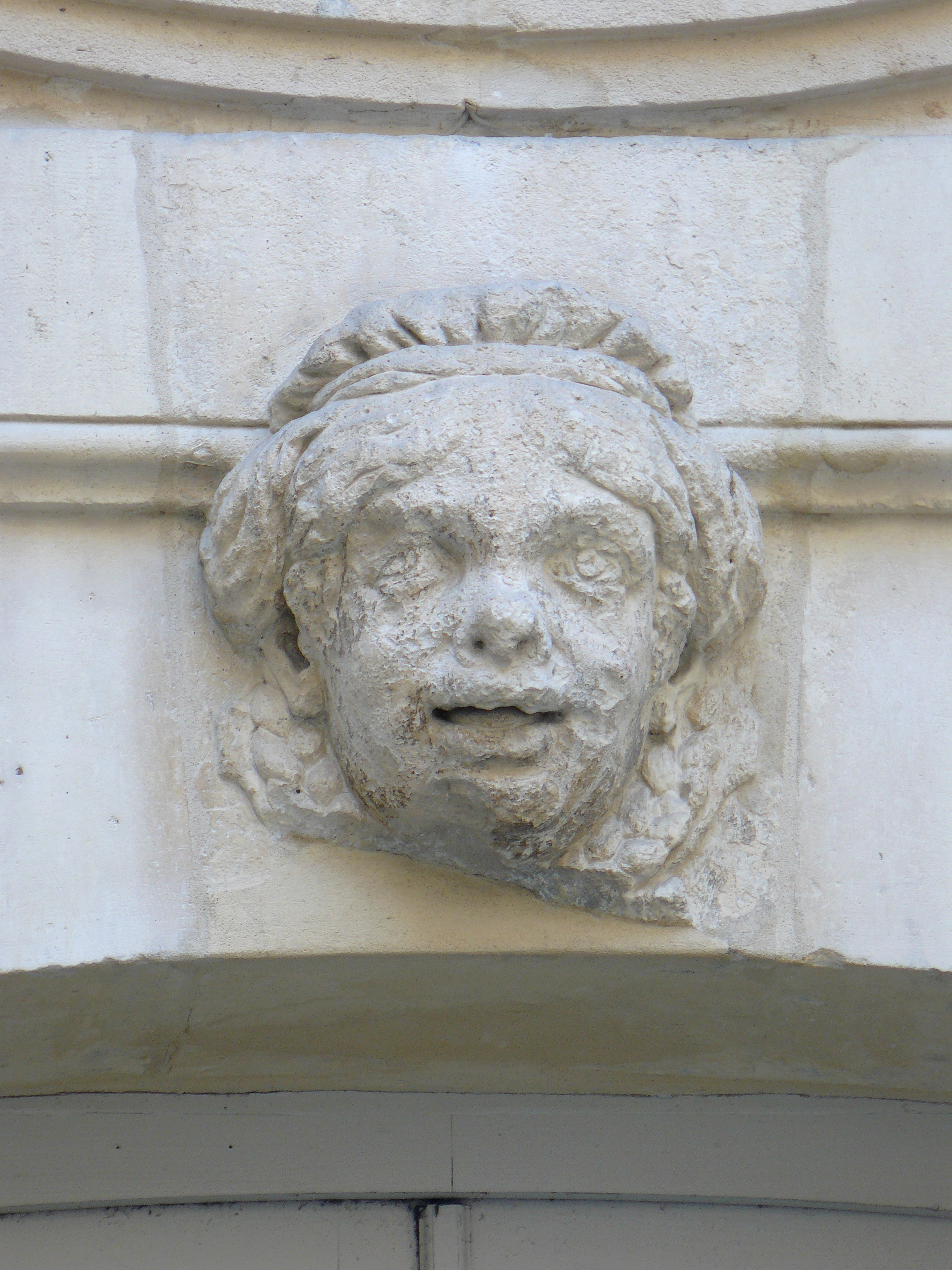
Гротескный скульптурный портрет Беллье

Для нее был построен отель де Бове. Появляется в историческом сериале «Версаль».